# Gustav Hermann Oelsner
Gustav Hermann Oelsner (geboren 3. April 1845 in Hohenstein bei Chemnitz; gestorben 28. Januar 1912 in Werdau) war ein deutscher Lehrer und Lehrbuch-Autor für deutsche Webschulen.

## Leben
Nachdem Oelsner die Weberei erlernt hatte, wurde er 1861 Lehrer an der Web- und Sonntagsschule in seiner Heimatstadt Hohenstein. Daran anschließend unternahm er eine Bildungsreise, die ihn unter anderem nach Wien führte.
1869 wurde er erster Lehrer der Webschule im sächsischen Werdau, aus der 1874 die Höhere Web- und Fabrikantenschule im neuen Gebäude Schloßstraße 1 hervorging, deren Oberlehrer bzw. späterer Direktor er wurde.
Oelsner verfasste unter anderem ein Lehrbuch der Tuch- und Buckskinweberei.

## Schriften (Auswahl)
- Die deutsche Webschule. Enthalten: die Theorie, Technik und Praxis der Weberei. Für Fabrikant und Weber. Mit 136 Tafeln, Meerane: Send, 1866
- Die Lehre des Musterzeichnens für Jacquard, Meerane: Send, 1867
- Theoretisch-praktisches Handbuch für Fabrikanten und Weber. Enthaltend die Lehre des Musterzeichnens für Jacquard. Mit 35 Kupfertafeln nebst Text und einer praktischen Tabelle (= Abschnitt der Deutschen Webschule, Bd. 8), Elster i./V.: H. Polster; Plauen: M. Wieprecht, 1868
- Die deutsche Webschule. Mechanische Technologie der Weberei, 7. vermehrte und neu bearbeitete Auflage, mit circa 1300 Zeichnungen, Altona: Send, 1891; Google-Books